# なぜ君は総理大臣になれないのか
『なぜ君は総理大臣になれないのか』（なぜきみはそうりだいじんになれないのか）は、2020年（令和2年）に公開された日本のドキュメンタリー映画である。衆議院議員の小川淳也が愚直に政治に向き合う17年間を追った作品。

## 背景・概要
2003年7月、総務官僚だった小川淳也は次期衆院選に香川1区から民主党公認で立候補することを決断した。小川、妻の小川明子と高松高校で同級生だったのが映画監督の大島新の妻だった。同年10月、大島の妻は大島にこう言った。「小川くんっていう、野球部で、めちゃくちゃ勉強ができてさわやかな好青年が、東大を出て官僚やっとんたやけど、あっちゃん（明子）の猛反対を押し切って出馬するんやって」
時は小泉純一郎政権下。「無謀だ」と思った大島は小川に興味を抱く。フジテレビはすでに退社していたが、企画を通さずにすぐに選挙戦を取材。そこへ同社から「1人では番組にできない。少なくとも3人は取材して、オムニバスにしてほしい」と言われ、大島は北海道6区から無所属で立候補した西川将人と神奈川6区から社民党公認で立候補した上田恵子も取材した。同年11月9日、第43回衆議院議員総選挙が行われるも全員落選。11月16日、オムニバス・ドキュメンタリー番組『地盤・看板・カバンなし～若手3候補者が見た夢と現実～』が放映される。
2016年、大島はドキュメンタリー映画『園子温という生きもの』を監督した。マスコミ向けの試写会では入りきらないくらい客が来て、謝って帰ってもらうほどだったが、いざ5月の公開日を迎えると劇場はどこもガラガラだった。製作したネツゲンと日活は最終的に1千万円の負債を負った。
『園子温という生きもの』が公開されて間もない同年6月、大島は小川と政治ジャーナリストの田﨑史郎と食事した。3人は年に数回集まり食事会を開いていた。その頃、「魔の2回生」が世間を騒がせ、閣僚の不祥事も続いていたが、安倍政権は支持率が下がらず、盤石だった。安倍晋三と親交が深いことで知られる田崎は悠然たる態度で野党をこき下ろした。「なんで、小川さんみたいな誠実で優秀な人が、自民党の議員ではないというだけで、あんなわけのわからない2回生たちよりも格付けが下なのだろう」と憤りを感じた大島は翌日、小川を中心に据えたドキュメンタリー映画の企画書を一気に書き上げた。「なぜ君は総理大臣になれないのか」というタイトルもそのときに生まれた。ネツゲンの前田亜紀プロデューサーは「園さんよりもさらに知名度のない政治家を主人公に映画を撮ろうなんて、このひとはヤケになって、頭がおかしくなったの？」と思ったという。
小川は同年7月の参院選の香川県選挙区で候補者調整に失敗した責任をとり、民進党県連代表を辞職。その間も大島は小川を撮り続け、2017年10月の衆院選を経て、2020年に映画は完成。
2020年6月13日に劇場公開され、同年12月16日よりAmazonプライムビデオやNetflixなどのビデオ・オン・デマンド配信が行われた。翌2021年4月30日にDVD製品が発売された。同年7月28日には書籍版が発売された。
その後、大島は続編を企画。2021年（令和3年）12月、第49回衆院選を題材とするドキュメンタリー映画『香川1区』が公開された。

## ストーリー
東京大学を卒業し、自治省（現総務省）に入省した小川は、官僚が組織を牛耳る行政組織の構造を目の当たりにする。「ただ社会を良くしたい」という思いから、エリート官僚として出世する道を捨てて政治家を志す。
小川は「地盤・看板・カバン」（後援組織・知名度・資金力）なしで、2003年の総選挙に故郷の香川1区から民主党公認で立候補。2017年の民進党から希望の党への合流問題、その後の無所属での政治活動に至るまで、小川の持つ人間性や政治像に迫る。

## スタッフ
- 監督 - 大島新
- プロデューサー - 前田亜紀
- 撮影 - 高橋秀典、前田亜紀
- 編集 - 宮島亜紀
- 音楽 - 石﨑野乃
- ライン編集 - 池田聡
- 整音 - 富永憲一
- 制作担当 - 船木 光、三好真裕美
- 宣伝美術 - 保田卓也
- 宣伝 - きろくびと
- 配給協力 - ポレポレ東中野
- 製作・配給 - ネツゲン

## 評価
2020年6月13日、都内の映画館2館で上映を開始すると、初日から6日間連続で満席を記録した。映画の評判が口コミ等で広がり、1カ月経たずして、7館のみでの上映で動員1万人を突破した。最終的には全国83館にまで上映映画館を広げ、さらに半年以上のロングラン上映となった。観客動員数はドキュメンタリー映画としては異例の3万5千人超を記録している。

## 受賞
- 第94回 キネマ旬報ベスト・テン
  - 文化映画ベスト・テン　第1位[16]
- 第7回 浦安ドキュメンタリー映画大賞
  - 大賞[17]
- 第30回 日本映画プロフェッショナル大賞
  - 特別賞[18]
- 2020年 日本映画ペンクラブ賞
  - 文化映画第2位

## DVD及び関連書籍
- DVD『なぜ君は総理大臣になれないのか』（販売元マクザム、2021年4月30日発売）
- 書籍『なぜ君は総理大臣になれないのか』（大島新+『なぜ君』制作班著、日本評論社、2021年7月28日発行、ISBN 978-4-535-58764-9）シナリオを収録

## 教材使用問題
2021年10月6日付の「四国新聞」の報道によると、同年7月から9月にかけて、高松市内の県立高等学校で、ある男性教諭が自ら購入した本作のDVDを「民主主義について理解を深めるため」として3年生の世界史の授業で使用していた。香川県教育委員会はDVDについて教育基本法で定める政治的中立を逸脱する不適切な教材にあたるとして生徒や保護者に謝罪し、詳細な調査及び教諭の処分を検討した。香川県知事の浜田恵造は、特定の個人や政党を取り上げた映画で主権者教育を行うことに関しては慎重であるべきで、不適切との認識を示したという。監督の大島は報道について「四国新聞は私に一切取材をしておらず、この書き方は極めて不誠実」と批判した。なお香川1区で小川の対立候補となった自民党の平井卓也は、ラジオ四国（現・西日本放送）創業者で四国新聞社社長を務めた元参議院議員の平井太郎の孫である。また、四国新聞社社長などを務めた元参議院議員の平井卓志は父であり、四国新聞社社主の平井温子は母。そして同社代表取締役CEO平井龍司は弟である。